# Diazen
Diazen (také nazývaný diimid nebo diimin) je jedna ze sloučenin dusíku s vodíkem. Existuje ve dvou izomerech, jako cis-diazen (Z-diazen) a trans-diazen (E-diazen). Náhradou obou vodíků organickými funkčními skupinami z něj lze odvodit azosloučeniny.

## Výroba a vlastnosti
Tradiční způsob výroby diazenu spočívá v oxidaci hydrazinu peroxidem vodíku nebo vzdušným kyslíkem. Také se vyrábí dekarboxylací azodikarboxylové kyseliny:
(NCOOH)2 → (NH)2 + 2 CO2
Také jej lze účinně získat eliminací sulfonhydrazidů za použití vhodné zásady, například 2,4,6-triisopropylbenzensulfonohydrazid je eliminován na diazen za použití hydrogenuhličitanu sodného, jenž je velmi slabou zásadou.
Tato látka je rovněž meziproduktem biologické fixace dusíku.
Z důvodu nestability se diazen vytváří krátce před použitím, vzniká směs cis (Z-) a trans (E-) izomeru. Oba jsou nestabilní. Trans izomer je stabilnější, ale pouze cis izomer reaguje s nenasycenými substráty.
Diazen se poměrně rychle rozkládá. I za nízkých teplot prochází stabilnější trans izomer různými disproporcionačními reakcemi, vzniká hlavně hydrazin a plynný dusík.

## Použití
cis-Diazen je užitečné činidlo v organické syntéze, slouží ke stereoselektivní hydrogenaci alkenů a alkynů. Jediným vedlejším produktem je dusík. I když je tento postup obtížnější, použití diazenu umožňuje provést reakci bez vytváření vysokého tlaku nebo plyného vodíku a kovových katalyzátorů, což může být nákladné. Obecný průběh reakce:

Diazen je výhodný, jelikož selektivně redukuje alkeny a alkyny a nereaguje s mnoha funkčními skupinami, které by mohly narušovat běžnou katalytickou hydrogenaci; například s diazenem je tolerována přítomnost peroxidů, halogenderivátů a thiolů, které jsou obvykle kovovými katalyzátory degradovány.

## Ostatní
Dikationová forma, HNNH2+, má podle výpočtů nejsilnější chemickou vazbu. Tento iont lze považovat za dvakrát protonovanou molekulu dusíku.